# La Chatte blanche
La Chatte blanche est un conte français en prose issu du recueil de contes Les Contes nouveaux ou les Fées à la mode, de Marie-Catherine d'Aulnoy. Publié en 1697, il est contemporain des contes de Perrault.

## Résumé
Ce conte  raconte l'histoire d'un valeureux jeune homme qui fait la rencontre d'une chatte blanche magnifique qui s'avérera finalement être une princesse.

## Comparaison avec d'autres contes
Ruth Bottigheimer estime que ce conte est la principale source d'Hanna Dyâb pour son conte Histoire du prince Ahmed, et de la fée Pari-Banou. Il fait partie des contes orphelins ajoutés par Antoine Galland dans sa traduction des Mille et Une Nuits pour compléter son manuscrit incomplet.
La Chatte blanche est la plus ancienne version d'un conte qui s'est depuis répandu. Au cours du XIXe siècle, il a été édité pour le colportage, influençant ainsi la tradition orale. Les frères Grimm en ont recueilli une version allemande pour un de leur Contes de l'enfance et du foyer : Le Pauvre Garçon meunier et la Petite Chatte, publié en 1815.

## Postérité
Le personnage de la Chatte blanche apparaît entre autres dans le ballet La Belle au bois dormant de Marius Petipa et Tchaïkovski, dans lequel le personnage de Perrault le Chat botté lui fait la cour.
L'idée des domestiques de la Chatte blanche réduits par magie à leurs seuls bras et mains sera reprise par Jean Cocteau pour son film La Belle et la Bête.